# Jason Kidd
Jason Frederick Kidd (San Francisco, 23. ožujka 1973.) američki je profesionalni košarkaš. Igrao na poziciji razigravača za New York Knickse i Dallas Maverickse a trenutno je član NBA momčadi Dallas Mavericksa kao trener momčadi. Izabran je u 1. krugu (2. ukupno) NBA drafta 1994. od strane istoimene momčadi. U svojoj NBA karijeri igrao je još za Phoenix Sunse i New Jersey Netse. Kidd je deseterostruki NBA All-Star, šest puta izabran je u All-NBA momčad, devet puta u All-Defensive momčad te je jednom izabran za novaka godine (nagradu dijeli s Grantom Hillom). Predvodio je New Jersey Netse do dva uzastopna NBA finala 2002. i 2003. godine. S američkom reprezentacijom osvojio je dvije zlatne olimpijske medalje 2000. i 2008. godine.

## Srednja škola
Pohađao je srednju školu "St. Joseph Notre Dame High School". Predvodio je Pilotse do državnog prvenstva te je prosječno bilježio 25 poena, 7 skokova, 10 asistencija i 7 ukradenih lopti po utakmici. Iste godine osvojio je brojne nagrade, uključujući nagradu "Naismith" za najboljeg srednjoškolskog igrača godine i od časopisa USA Today i PARADE proglašen je igračem godine. Postao je najboljim asistentom škole s 1 115 asistencija i sedmim državnim strijelcem s 2 661 poenom. Dobio je nagradu za najboljeg kalifornijskog igrača i po drugi put je izabran u McDonald’s All-American momčad. Na kraju srednjoškolske karijere odlučio je pohađati kalifornijsko sveučilište u Berkeleyu.

## Sveučilište
Tijekom svoje prve godine prosječno je postizao 13 poena, 4.9 skokova, 7.7 asistencija i 3.8 ukradene lopte po utakmici. Proglašen je freshmanom godine i izabran je u All-Pac 10 momčad. Njegovih 110 ukradenih lopti u prvoj sezoni bilo je dovoljno da sruši NCAA rekord po broju ukradenih lopti u freshman sezoni i postavi novi rekord škole po broju ukradenih lopti u jednoj godini. Postavio je rekord škole po broju asistencija u jednoj sezoni s 220 asistencija. Bio je ključan igrač momčadi u plasirajnu svoje momčadi na NCAA turnir. Pobijedili su Duke u drugom krugu, ali su na kraju u osmini finala izgubili od Kansasa. Na svojoj drugoj godini napredovao je i prosječno postizao 16.7 poena, 6.9 skokova, 9.1 asistencija i 3.1 ukradenih lopti po utakmici. Srušio je svoj stari rekord po broju asistencija i s novih 272 asistencije postavio novi rekord u državi. Izabran je u All-American prvu petorku i osvojio je nagradu za igrača godine Pac-10 divizije. Time je postao prvi igrač koji je na drugoj godini sveučilišta osvojio tu nagradu. Golden Bearsi plasirali su se na NCAA turnir, ali su ispali već u prvom krugu natjecanja. Kidd je na kraju sezone bio jedan od kandidata za najboljeg sveučilišnog igrača godine. 1994. odlučio je napustiti sveučilište i prijaviti se NBA draft. Uprava sveučilišta je u njegovu čast 2004. odlučila umiroviti dres s brojem 5.

## NBA

### Dallas Mavericks
Izabran je kao drugi izbor na NBA draftu 1994. od strane Dallas Mavericksa. U rookie sezoni bilježio je 11.7 poena, 5.4 skokova i 7.7 asistencija po utakmici. Predvodio je NBA ligu po broju triple-double učinaka i s Grantom Hillom podijelio nagradu za novaka godine. Iste sezone Mavericksi su sezonu završili s tadašnjim najgorim omjerom u povijesti NBA lige 13-69. Mavericksi su sljedeće sezone napredovali i ostvarili omjer 36-46. 1996. izabran je na All-Star utakmicu. Kidd je unatoč svojim sjajnim igrama zajedno s Tonyjem Dumasom i Lorenom Meyerom mijenjan u Phoenix Sunse za Michaela Finleya, A. C. Greena i Sama Cassella.

### Phoenix Suns
Nakon pet sezona provedenih u Sunsima, Kidd je 2001. zajedno s Chrisom Dudleyom mijenjan u Netse za Stephona Marburya, Johnnyja Newmana i Soumaila Samakea.

### New Jersey Nets
U sezoni 2001./02. predvodio je Netse do iznenađujućeg omjera 50-32 i završio drugi u poretku iza Tima Duncana za najkorisnijeg igrača lige. Mnogi su bili mišljenja da je Kidd trebao dobiti nagradu za najkorisnijeg igrača zbog svog utjecaja na Netse i preobrazbe u kandidate za naslov NBA prvaka. Njegov utjecaj na Netse bio je toliko velik da su Netsi ostvarili jedan od najvećih preokreta u NBA ligi što se tiče omjera pobjeda i poraza. Sada je uz sebe imao zdravog Kenyona Martina, Kerryja Kittlesa i Keitha Van Horna, i novake Richarda Jeffersona, Jasona Collinsa i Brandona Armstronga. Kidd je svoju mladu i poletnu momčad odveo do prvog NBA finala u povijesti franšize. Međutim, sezona je za Netse završila bez naslova prvaka jer su ih Los Angeles Lakersi predvođeni Kobeom Bryantom i Shaquilleom O'Neilom pobijedili rezultatom 4-0. U sezoni 2002./03., Netsi su u regularnom dijelu imali omjer 49-33 i ponovno se plasirali u svoje drugo uzastopno finale. U finalu su u šest utakmica izgubili od Spursa predvođeni Timom Duncanom. Kidd je imao najbolju sezonu do sada i prosječno je postizao 18.7 poena i 8.9 asistencija. Predvodio je NBA ligu po broju asistencija. 1. srpnja 2004. odlazi na operaciju koljena, a na parkete se vratio u prosincu iste godine. U međuvremenu uprava kluba dovela je u svoju momčad zvijezdu Raptorsa Vincea Cartera. Netsi su bili na rubu propuštanja doigravanja, prvi puta nakon 2001., ali su Kidd i Carter uspjeli odvesti Netse do osmog mjesta u Istočnoj konferenciji. Ispali su u prvom krugu od prvoplasirane momčadi Miami Heata rezultatom 4-0. U sezoni 2005./06., Kidd je prosječno bilježio 13.3 poena, 7.3 skokova i 8.4 asistencije po utakmici. 1. veljače 2006. zajedno je kao zamjena sa svojim suigračem Vinceom Carterom izabran na All-Star utakmicu, ali je zbog ozljede leđa propustio All-Star. Zamijenio je ga je igrač Hawksa Joe Johnson. 7. travnja 2007., Kidd i Carter postali su prvi suigrači od Jordana i Pippena (1989.) koji su na istoj utakmici ostvarili triple-double učinak. Kidd je utakmicu završio s 10 poena, 16 skokova i 18 asistencija. U doigravanju 2007. ostvario je svoj 10 triple-double protiv Toronto Raptorsa. Upisao je 16 poena, 16 skokova, 19 asistencija, 3 ukradene lopte i blokadu u pobijedi Netsa 102:89. Time se Kidd izjednačio s Larryjem Birdom u broju triple-doubleova u doigravanju. U toj seriji prosječno je bilježio 14 poena, 10.9 skokova, 13.2 asistencije i 2 ukradene lopte. Time se pridružio Wiltu Chamberlainu i Magicu Johnsonu kao jedinim igračima koji su imali triple-double prosjek u jednoj seriji. U trećoj utakmici drugog kruga doigravanja ostvario je svoj 11. triple-double (23 poena, 13 skokova i 14 asistencija). Tim triple-doubleom srušio je rekord Larryja Birda za drugo mjesto na vodećoj ljestvici dostignuća u karijeri. Tijekom cijelog doigravanja prosječno je bilježio 14.6 poena, 10.9 skokova i 10.9 asistencija u 12 odigranih utakmica. Time je postao drugi igrač u povijesti doigravanja koji je imao triple-double prosjek. U sezoni 2007./08. postao je trećim igračem koji je ostvario triple-double u tri utakmice zaredom od 1989. godine. Tako je zabilježio svoj 97 triple-double u karijeri. Postojale su glasine o odlasku Kidda u Lakerse, ali je zamjena propala jer se Lakersi nisu htjeli odreći svog centra Andrewa Bynuma.19. veljače 2008. mijenjan je u Dallas Maverickse.

### Povratak u Dallas
13. veljače 2008., Dallas Mavericksi i New Jersey Netsi postigli su sporazum o zamjeni. S Kiddom su iz Netsa u Maverickse stigli krilo Malik Allen i bek Antoine Wright. U suprotnom pravcu otišli su razigravač Devin Harris, centar DeSagana Diop, bek-krilo Maurice Ager, krilo Trenton Hassell i umirovljeni krilni centar Keith Van Horn. 16. travnja 2008. u zadnoj utakmici regularnog dijela protiv New Orleans Hornetsa ostvario je svoj 100. triple-double u karijeri. U sezoni 2008./09. postao je tek četvrtim igračem u povijesti koji je prešao magičnu brojku od 10 000 asistencija i jedini je igrač u povijesti NBA lige s 15,000 poena, 10,000 asistencija i 7,000 skokova. 5. travnja 2009. prestigao je Magica Johnsona na trećem mjestu ljestvice svih vremena u asistencijama. U pobjedi nad Sunsima 140:116 postigao je 19 poena i 20 asistencija i time ostvario 10,142 asistenciju u karijeri. 12. srpnja 2009. Kidd je odlučio potpisati novi trogodišnji ugovor s Mavericksima vrijedan 25 milijuna dolara. 26. studenog 2009. Kidd je prestigao Marka Jacksona na listi najboljih asistenata te je zauzeo drugo mjesto s ukupno 10,464 asistencija.

### New York Knicks
5. srpnja 2012. Jason je prihvatio ponudu New York Knicksa, te će u sljedeće tri godine zarađivati 9 milijuna dolara.

## Američka reprezentacija
Kidd je za američku reprezentaciju debitirao dok je još igrao na sveučilištu. On je postao jedini freshman koji je dobio poziv u reprezentaciju. Ta momčad je odigrala pet utakmica u Europi i završila s omjerom 3-2. Prosječno je bilježio 8.4 poena, 4.2 skokova, 4 asistencije i 1.4 ukradenih lopti po utakmici. Kiddov sljedeći nastup za reprezentaciju zbio se 1999. godine u kvalifikacijama za Olimpijske igre u Sydneyu 2000. godine. Ova momčad je završila natjecanje nepobjeđena s omjerom 10-0. Kidd je prosječno bilježio 7.4 poena, 4.4 skokova, 6.8 asistencija i 2.7 ukradenih lopti. Predvodio je reprezentaciju u ukradenim loptama i asistencijama. Na Olimpijskim igrama u Sydneyu 2000. bio je jedan od trojice kapetana. Kidd je predvodio momčad do omjera 8-0 i osvajanja zlatne medalje. Prosječno je bilježio 6 poena, 5.3 skokova, 4.4 asistencije i 1.1 ukradenih lopti po utakmici. U studenom 2002. godine stavljen je na popis reprezentativaca za Svjetsko prvenstvo u Indianapolisu 2002. godine, ali nije mogao nastupiti zbog ozljede. Kidd se u reprezentaciju vratio sljedeće godine i sudjelovao na kvalifikacijskom turniru u Puerto Ricu za Olimpijske igre 2004. godine. Ponovno je predvodio momčad do omjera 10-0 i i osvajanja zlatne medalje. Svih 10 utakmica započeo je u startnoj petorci i u prosjeku bilježio 3.4 poena, 2.7 skokova, 5.9 asistencija i 1.2 ukradene lopte. Zbog ozljede morao je propustiti Olimpijske igre u Ateni 2004. godine. 2007. sudjelovao je na kvalifikacijskom turniru za Olimpijske igre 2008. i odveo momčad do omjera 10-0 i zlatne medalje, a time je reprezentatcija izborila odlazak na Olimpijske igre u Pekingu 2008. godine. Prosječno je bilježio 1.8 poena, 3.3 skokova, 4.6 asistencija i 1.3 ukradene lopte. 2008. je kao član Redeem Teama (hrv. "Iskupljenička momčad") osvojio je još jednu zlatnu medalju na Olimpijskim igrama. Kidd ima zadivljujuću reprezentativnu karijeru. U svim utakmicama kojima je igrao (56 utakmica uključujući i prijateljske utakmice) njegova momčad nikada nije izgubila. Ostvario je omjer 56-0, a kući je pet zlatnih medalja: tri s kvalifikacijskih turnira za Olimpijske igre i 2 s Olimpijskih igara 2000. i 2008. godine.

## Privatni život
U siječnju 2001. uhićen je zbog navodnog napada na svoju ženu. Zbog tih događaja kod psihologa je odlazio punih šest mjeseci. 9. siječnja 2007. zatražio je razvod od supruge, a kao glavni razlog naveo je njenu zlobu, paranoju i ljubomoru tokom njihovog braka. 15. veljače 2007. njegova supruga navela je kao razlog duševne boli, slomljena rebra, oštećen sluh i udarce glavom o potporanj auta. Kidd i njegova supruga Joumana imaju troje djece, Treya Jasona i blizanke Miah i Jazelle. 10. siječnja 2008. objavljeno je da Kidd i njegova djevojka Hope Dworaczyk očekuju dijete.

## NBA statistika

### Regularni dio
| Godina    | Klub       | Odig. uta. | Uta. poč. | Min. | 2P%  | 3P%  | Sl. bac.% | Skok. | Asist. | Ukr. lop. | Blok. | Poena |
| --------- | ---------- | ---------- | --------- | ---- | ---- | ---- | --------- | ----- | ------ | --------- | ----- | ----- |
| 1994./95. | Dallas     | 79         | 79        | 33.8 | .385 | .272 | .698      | 5.4   | 7.7    | 1.9       | .3    | 11.7  |
| 1995./96. | Dallas     | 81         | 81        | 37.5 | .381 | .336 | .692      | 6.8   | 9.7    | 2.2       | .3    | 16.6  |
| 1996./97. | Dallas     | 22         | 22        | 36.0 | .369 | .323 | .667      | 4.1   | 9.1    | 2.0       | .4    | 9.9   |
| 1996./97. | Phoenix    | 33         | 23        | 35.5 | .423 | .400 | .688      | 4.8   | 9.0    | 2.4       | .4    | 11.6  |
| 1997./98. | Phoenix    | 82         | 82        | 38.0 | .416 | .313 | .799      | 6.2   | 9.1    | 2.0       | .3    | 11.6  |
| 1998./99. | Phoenix    | 50         | 50        | 41.2 | .444 | .366 | .757      | 6.8   | 10.8   | 2.3       | .4    | 16.9  |
| 1999./00. | Phoenix    | 67         | 67        | 39.0 | .409 | .337 | .829      | 7.2   | 10.1   | 2.0       | .4    | 14.3  |
| 2000./01. | Phoenix    | 77         | 76        | 39.8 | .411 | .297 | .814      | 6.4   | 9.8    | 2.2       | .3    | 16.9  |
| 2001./02. | New Jersey | 82         | 82        | 37.3 | .391 | .321 | .814      | 7.3   | 9.9    | 2.1       | .2    | 14.7  |
| 2002./03. | New Jersey | 80         | 80        | 37.4 | .414 | .341 | .841      | 6.3   | 8.9    | 2.2       | .3    | 18.7  |
| 2003./04. | New Jersey | 67         | 66        | 36.6 | .384 | .321 | .827      | 6.4   | 9.2    | 1.8       | .2    | 15.5  |
| 2004./05. | New Jersey | 66         | 65        | 36.9 | .398 | .360 | .740      | 7.4   | 8.3    | 1.9       | .1    | 14.4  |
| 2005./06. | New Jersey | 80         | 80        | 37.2 | .404 | .352 | .795      | 7.3   | 8.4    | 1.9       | .4    | 13.3  |
| 2006./07. | New Jersey | 80         | 80        | 36.7 | .406 | .343 | .778      | 8.2   | 9.2    | 1.6       | .3    | 13.0  |
| 2007./08. | New Jersey | 51         | 51        | 37.2 | .366 | .356 | .820      | 8.1   | 10.4   | 1.5       | .3    | 11.3  |
| 2007./08. | Dallas     | 29         | 29        | 34.9 | .426 | .461 | .815      | 6.5   | 9.5    | 2.1       | .4    | 9.9   |
| 2008./09. | Dallas     | 81         | 81        | 35.6 | .416 | .406 | .819      | 6.2   | 8.7    | 2.0       | .5    | 9.0   |
| 2009./10. | Dallas     | 80         | 80        | 36.0 | .423 | .425 | .808      | 5.6   | 9.1    | 1.8       | .4    | 10.3  |
| 2010./11. | Dallas     | 80         | 80        | 33.2 | .361 | .340 | .870      | 4.4   | 8.2    | 1.7       | .4    | 7.9   |
| Ukupno    |            | 1267       | 1254      | 36.9 | .401 | .348 | .784      | 6.5   | 9.1    | 2.0       | .3    | 13.2  |
| All-Star  |            | 8          | 5         | 25.4 | .538 | .500 | .833      | 3.6   | 8.5    | 2.9       | .0    | 7.3   |

### Doigravanje
| Godina    | Klub       | Odig. uta. | Uta. poč. | Min. | 2P%  | 3P%  | Sl. bac.% | Skok. | Asist. | Ukr. lop. | Blok. | Poena |
| --------- | ---------- | ---------- | --------- | ---- | ---- | ---- | --------- | ----- | ------ | --------- | ----- | ----- |
| 1996./97. | Phoenix    | 5          | 5         | 41.4 | .396 | .364 | .526      | 6.0   | 9.8    | 2.2       | .4    | 12.0  |
| 1997./98. | Phoenix    | 4          | 4         | 42.8 | .379 | .000 | .813      | 5.8   | 7.8    | 4.0       | .5    | 14.3  |
| 1998./99. | Phoenix    | 3          | 3         | 42.0 | .419 | .250 | .714      | 2.3   | 10.3   | 1.7       | .3    | 15.0  |
| 1999./00. | Phoenix    | 6          | 6         | 38.2 | .400 | .364 | .778      | 6.7   | 8.8    | 1.8       | .2    | 9.8   |
| 2000./01  | Phoenix    | 4          | 4         | 41.5 | .319 | .235 | .750      | 6.0   | 13.3   | 2.0       | .0    | 14.3  |
| 2001./02. | New Jersey | 20         | 20        | 40.2 | .415 | .189 | .808      | 8.2   | 9.1    | 1.7       | .4    | 19.6  |
| 2002./03. | New Jersey | 20         | 20        | 42.6 | .402 | .327 | .825      | 7.7   | 8.2    | 1.8       | .2    | 20.1  |
| 2003./04. | New Jersey | 11         | 11        | 43.1 | .333 | .208 | .811      | 6.6   | 9.0    | 2.3       | .6    | 12.6  |
| 2004./05. | New Jersey | 4          | 4         | 45.5 | .388 | .367 | .545      | 9.0   | 7.3    | 2.5       | .0    | 17.3  |
| 2005./06. | New Jersey | 11         | 11        | 40.9 | .371 | .300 | .826      | 7.6   | 9.6    | 1.5       | .2    | 12.0  |
| 2006./07. | New Jersey | 12         | 12        | 40.3 | .432 | .420 | .520      | 10.9  | 10.9   | 1.8       | .4    | 14.6  |
| 2007./08. | Dallas     | 5          | 5         | 36.0 | .421 | .462 | .625      | 6.4   | 6.8    | 1.4       | .4    | 8.6   |
| 2008./09. | Dallas     | 10         | 10        | 38.6 | .458 | .447 | .850      | 5.8   | 5.9    | 2.2       | .3    | 11.4  |
| 2009./10. | Dallas     | 6          | 6         | 40.5 | .304 | .321 | .917      | 6.8   | 7.0    | 2.3       | .2    | 8.0   |
| 2010./11. | Dallas     | 21         | 21        | 35.4 | .398 | .374 | .800      | 4.5   | 7.3    | 1.9       | .5    | 9.3   |
| Ukupno    |            | 142        | 142       | 40.1 | .396 | .325 | .777      | 7.0   | 8.6    | 2.0       | .3    | 14.0  |

## Rekordi i dostignuća karijere
- Jedini igrač u NBA povijesti s minimalno 15 000 poena, 10 000 asistencija i 7 000 skokova u igračkoj karijeri
- Drži rekord franšize Netsa po broju postignutih trica u karijeri (729), asistencija u karijeri (4 090), asistencija u sezoni (808), ukradenih lopti u karijeri (876), triple-double učinaka (49) i triple-double učinaka u sezoni (12-2006./07.)
- Jedini igrač u NBA povijesti 700+ asistencija i 500+ skokova sedam sezona zaredom
- U finalu Istočne konferencije protiv Boston Celticsa, prosjek 17.5 poena, 11.2 skokova i 10.2 asistencija po utakmici, postajući jedan od dvojice igrača s triple-double prosjekom u seriji od šest utakmica. Isto je ponovio 2007. godine u prvom krugu doigravanja protiv Toronto Raptorsa (14 poena, 10 skokova i 13.2 asistencije).
- Jedan od dvojice igrača koji su imali triple-double prosjek u doigravnju 2007. (14.6 poena, 10.9 skokova i 10.9 asistencija)
- Jedan od trojice igrača koji su ostvarili triple-double prosjek više puta tijekom serija
- Jedan od trojice igrača s 15 000+ poena i 10 000+ asistencija u karijeri
- Četvrti u povijesti NBA lige s 10 000+ asistencija
- Jedan od petorice igrača koji su predvodili NBA ligu u asistencijama tri sezone zaredom
- Jedan od petorice igrača koji su ostvarili triple-double tokom serije u doigravanju
- Jedan od trojice igrača s 15 poena, 15 skokova i 15 asistencija u utakmici doigravanja
- Prvi igrač u posljednjih deset godina s tri triple-double učinka zaredom

## Vanjske poveznice
- Službena stranica
- Profil na NBA.com
- Profil  Arhivirana inačica izvorne stranice od 8. travnja 2012. (Wayback Machine) na Basketball-Reference.com